# Kovalent bindning

Ett sätt att se kovalent bindning i F_{2}, fluor.

En kovalent bindning (lika i värde, likvärdighet, atomer som delar elektronpar lika) eller elektronparbindning uppstår när två eller flera atomer delar ett, två eller tre elektronpar mellan sig. I klassisk atomfysik beskrivs det som att det yttersta elektronskalet fylls. Detta kallas för att atomerna antar ädelgasstruktur. För så gott som alla grundämnen utom väte och helium består det yttersta elektronskalet av fyra elektronparsplatser. Den atomgrupp som uppstår vid kovalent bindning benämns molekyl om den är oladdad, och sammansatt jon om atomgruppen är laddad. De flesta molekyler och sammansatta joner består mest av icke-metaller, då det är det energimässigt förmånligaste alternativet för atomer med nära fullt valenselektronskal.
I vissa fall av kovalent bindning, mellan atomer från olika platser i periodiska systemet, attraherar den ena atomen elektronparet mer än den andra atomen. Elektronerna befinner sig närmare den ena atomkärnan än den andra. Detta resulterar i att molekylen får en ojämn fördelning av laddning och bindningen kallas i detta fall en polär kovalent bindning. En polär kovalent bindning kan betraktas som ett mellanting mellan en ren jonbindning och en opolär kovalent bindning; övergången är flytande och omöjlig att definiera exakt. Dock finns en viktig skillnad i att jonbindningen inte har någon riktning, medan polära och opolära elektronparbindningar verkar i vissa bestämda riktningar. Bindningsstyrkan för en kovalent enkelbindning är vanligen mellan 200 och 500 kJ/mol (50–120 kcal/mol).
Väldigt ofta avges energi när kovalenta bindningar bildas.
Detta bidrar till att den nya molekylen har lägre värde än tidigare vilket ytterligare leder till att molekylen blir mycket stabilare; ju mindre energi molekylen har desto stabilare är den.
Ett specialfall av kovalenta bindningar är koordinativa (dativa) bindningar i vilken alla gemensamma bindningselektroner härstammar från den ena av de bundna atomerna. Koordinativa bindningar uppstår bland annat i samband med protolysreaktioner.

## Exempel
Cl-Cl
Skillnad i elektronegativitet: 0
Bindning: Ren kovalent bindning
H-Cl
Skillnad i elektronegativitet: 0,9
Bindning: Polär kovalent bindning
Na-Cl
Skillnad i elektronegativitet: 2,1
Bindning: Jonbindning